# Stäpplöpare
Stäpplöpare (Pedionomus torquatus) är en unik och hotad fågel som placeras i en egen familj, Pedionomidae. Den är endemisk för Australien. Precis som hos vissa andra vadare, exempelvis rallbeckasiner och simsnäppor, är det honan som har den färggrannaste fjäderdräkten och som uppvaktar hanen. Stäpplöparen är också polyandrisk.

## Systematik
Tidigare ansågs den vara släkt med springhöns (Turnicidae) och kategoriserades därmed i ordningen hönsfåglar (Galliformes) medan vissa placerade den tillsammans med tranor och rallar i ordningen Gruiformes. Genom DNA-analys har man påvisat att det är en vadare som är närmast släkt med de sydamerikanska frösnäpporna.

## Utseende och läte
Stäpplöparen påminner om en vaktel men har längre ben och en mer upprätt hållning. Den mäter 15–19 centimeter, väger 40-95 gram, har gul näbb, ben och iris och är fint vattrad och ljusbrun på ovansidan, med svartvattrad ljust sandfärgad till vit undersida. Den adulta honan som är större än hanen, har en svart och vitprickig halskrage och ett rostrött bröst medan hanen är något ljusare och enbart camouflagefärgad.
Honans lockläte är en monotont upprepande dovt råmande som går upp något på slutet
- Stäpplöparens läte, 6s, (mp3)

## Utbredning och biotop
Stäpplöparen är endemisk för Australien och finns på några få isolerade platser, främst i Riverina i sydvästra New South Wales. Andra kända områden är centrala delarna av västra Queensland och norra delarna av centrala Victoria. Den har också återfunnits i östra delarna av South Australia. De är stannfåglar så till vida att de inte tvingas flytta på sig på grund av störning eller habitatförstörelse.
Stäpplöparen återfinns som namnet avslöjar på stäpp, oftast växande på hård rödbrun jord. Det viktigaste vad gäller biotopen är inte växtsammansättningen utan framförallt strukturen som ska bestå av 50% öppen mark, 40% gräs- och örtvegetation och 10% löst nedfallet växtmaterial. Vegetationen ska till största delen består av växter som är lägre än fem centimeter men ska även innehålla tuvor med vegetation upp till 30 centimeter. Den enskilda fågel behöver ett revir på ungefär tolv hektar. När den bildar par delar den ofta detta revir till hälften med den andra fågel vilket innebär att paret har ett revir på cirka 18 hektar.

## Beteende och föda
Stäpplöparen trycker i vegetationen likt en vaktel och är mycket svår att upptäcka. Dess föda består av en mängd olika sädesslag, insekter och spindlar. De behöver inte regelbunden tillgång till vatten utan kan överleva på den vätska de får ur sin föda tillsammans med dagg- eller regndroppar som de pickar i sig från blad.

## Häckning
Det är honorna som uppvaktar hanarna och efter att honan lagt i genomsnitt fyra ägg, i en håla i marken uppsparkad av honan. Honan deltar till viss del i ruvningen men lämnar hanen efter en tid och han tar senare hand om ungarna. Då stäpplöparen är polyandrisk så parar sig honan med ett flertal hanar under häckningsperioden.

## Status
Stäpplöparen var vanlig på olika platser runt om Australien fram till 1920 men är idag hotad och populationen minskar, främst på grund av uppodlingen av den australiska stäppen. Idag uppskattades världspopulationen till endast mellan 250 och 5000 vuxna individer. Internationella naturvårdsunionen IUCN kategoriserar den därför som starkt hotad (CR).